# Kasztelania pińska
Kasztelania pińska – kasztelania mieszcząca się niegdyś w województwie brzeskolitewskim, z siedzibą (kasztelem) w Pińsku .

## Kasztelanowie pińscy
W historii istniał tylko jeden kasztelan piński .
| Imię i nazwisko    | Okres urzędowania | p.    |
| ------------------ | ----------------- | ----- |
| Franciszek Lubecki | 1793 - 1793       | [ 2 ] |